# كوري فيلدمان
كوري فيلدمان (بالإنجليزية: Corey Feldman)‏ مواليد 16 يوليو 1971 في لوس أنجلوس، هو ممثل أمريكي بدأ مسيرته الفنية سنة 1974.

## الأعمال
- الثعلب والكلب
- يوم الجمعة الثالث عشر: الفصل النهائي
- جريملينز
- يوم الجمعة الثالث عشر: بداية جديدة
- الأولاد الضائعون
- سلاحف النينجا
- سلاحف النينجا 3
- ديكي روبرتس: النجم السابق الطفل
- شاركنيدو 3: أوه هيل نو!

## روابط خارجية
- كوري فيلدمان على موقع IMDb (الإنجليزية)
- كوري فيلدمان على موقع ألو سيني (الفرنسية)
- كوري فيلدمان على موقع ميوزك برينز (الإنجليزية)
- كوري فيلدمان على موقع تيرنر كلاسيك موفيز (الإنجليزية)
- كوري فيلدمان على موقع أول موفي (الإنجليزية)
- كوري فيلدمان على موقع قاعدة بيانات الأفلام السويدية (السويدية)
- كوري فيلدمان على موقع إن إن دي بي (الإنجليزية)
- كوري فيلدمان على موقع ديسكوغز (الإنجليزية)
- كوري فيلدمان على موقع قاعدة بيانات الفيلم (الإنجليزية)
- كوري فيلدمان على موقع كينوبويسك (الروسية)